# Iomys sipora
Iomys sipora — вид гризунів родини Sciuridae. Вона є ендеміком Індонезії, де відома лише на островах Ментавай (Сіпура та Північний Пагай). Її природним середовищем існування є низинні тропічні первинні ліси нижче 500 м над рівнем моря. Їй загрожує втрата середовища існування.

## Характеристики
I. sipora досягає довжини тіла від 18 до 20 сантиметрів, а хвоста — близько 18 сантиметрів. Спина темно-коричнева з майже чорним хвостом, а нижній бік світліше коричневий. Вуха безшерсті, а самиці мають дві пари сосків у паховій області.
Як і всі летяги, ця має волохату перетинку, що з'єднує зап'ястя та щиколотки, і збільшена складкою шкіри між задніми лапами та основою хвоста. Перетинка крила м'язова та посилена на краях; її можна відповідно напружувати та розслабляти для контролю напрямку ковзання.

## Спосіб життя
Про спосіб життя доступно дуже мало інформації. Як і інші види, вона, ймовірно, веде виключно деревний та нічний спосіб життя.